# ラース・フリュデーン
ラース・イングヴェ・フリュデーン（Lars Yngve Frydén, 1927年7月22日 - 2001年11月21日）は、スウェーデン出身のヴァイオリン奏者。

## 経歴
1927年、ボロース生まれ。ストックホルム音楽院でシャールス・バルケルの薫陶を受け、バーゼルのスコラ・カントルムにも留学して古楽器の研究に勤しんだ。1947年から1974年まで自らの名前を冠した弦楽四重奏団を主宰している。1958年からソレントゥナのエツベリ城でのスウェーデン放送音楽学校の講習会で室内楽を教えた。
2001年、ソレントゥナにて死去。